# Collegium Willibaldinum d'Eichstätt

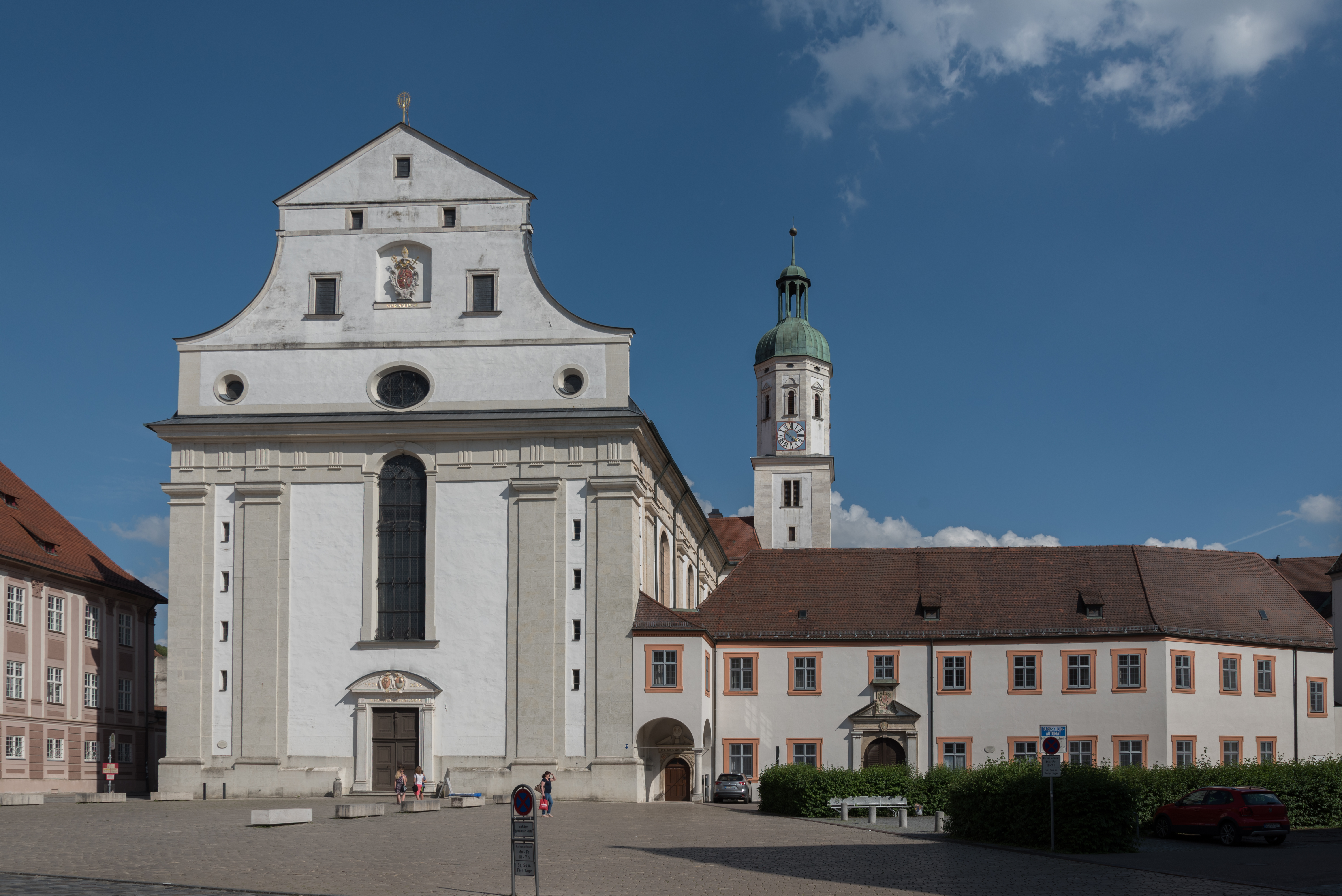
L'église des Saints-Anges-Gardiens et l'entrée du Collegium Willibalinum.

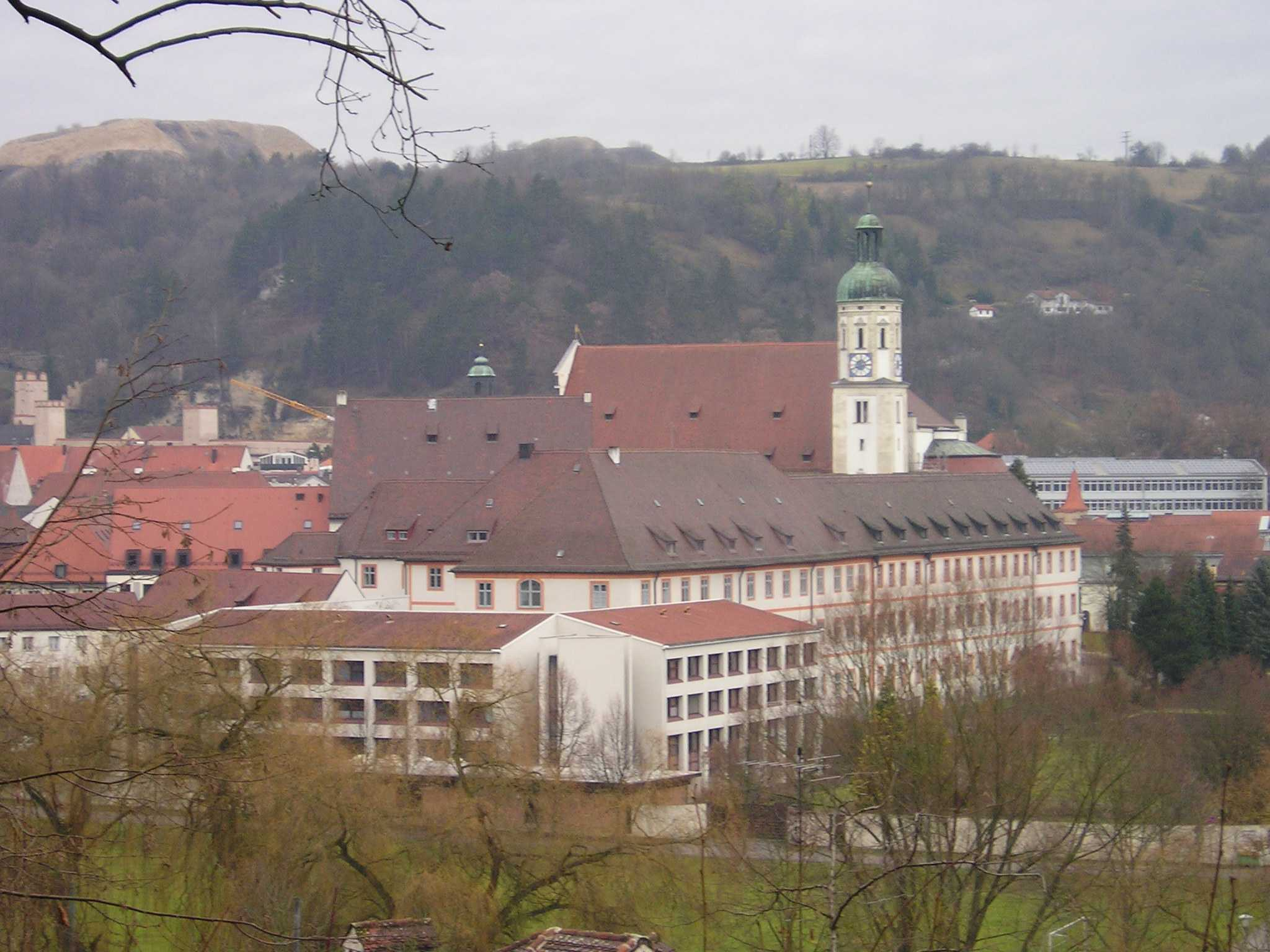
Vue du séminaire.

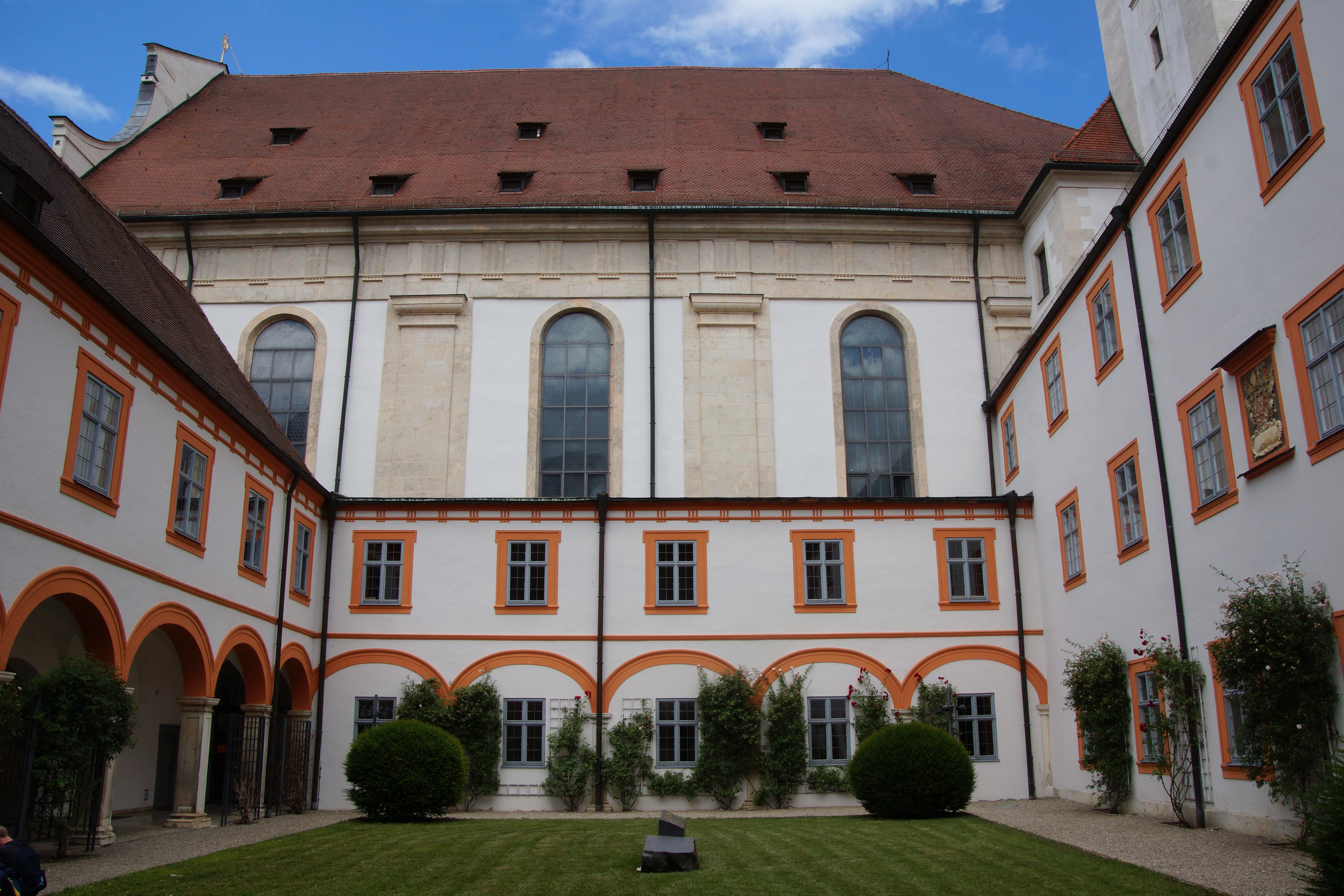
Ancien cloître.

Le Collegium Willibaldinum(placé sous le patronage de saint Willibald), est le grand séminaire diocésain du diocèse d'Eichstätt en Allemagne. Fondé en 1564 et confié aux Jésuites il redevint 'petit séminaire' en 1843, après une période d'interruption, puis faculté de philosophie et théologie en 1924. C'est dans cet établissement que sont formés les candidats au sacerdoce catholique du diocèse .

## Autres fonctions
En plus de sa fonction de séminaire catholique, le Collegium Willibaldinum accueille dans ses locaux le siège de la Communauté de vie chrétienne pour le diocèse d'Eichstätt, les collections d'histoire naturelle du Jura-Museum du Willibaldsburg d'Eichstätt et le Collegium Orientale qui forme les futurs prêtres des Églises orientales catholiques et uniates.

## Histoire

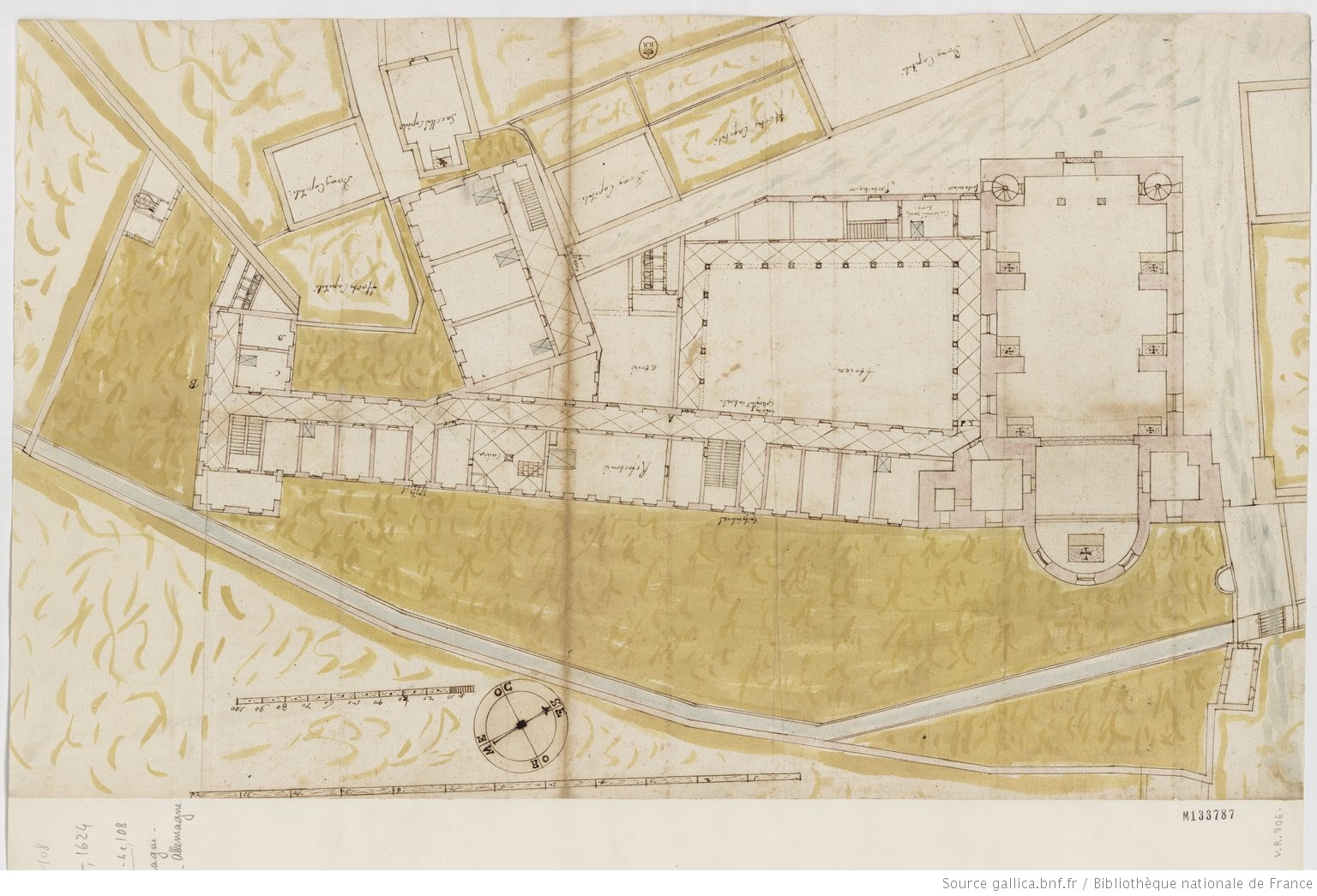
Plans du collège et du séminaire jésuite avec l'église des Saints-Anges-Gardiens.

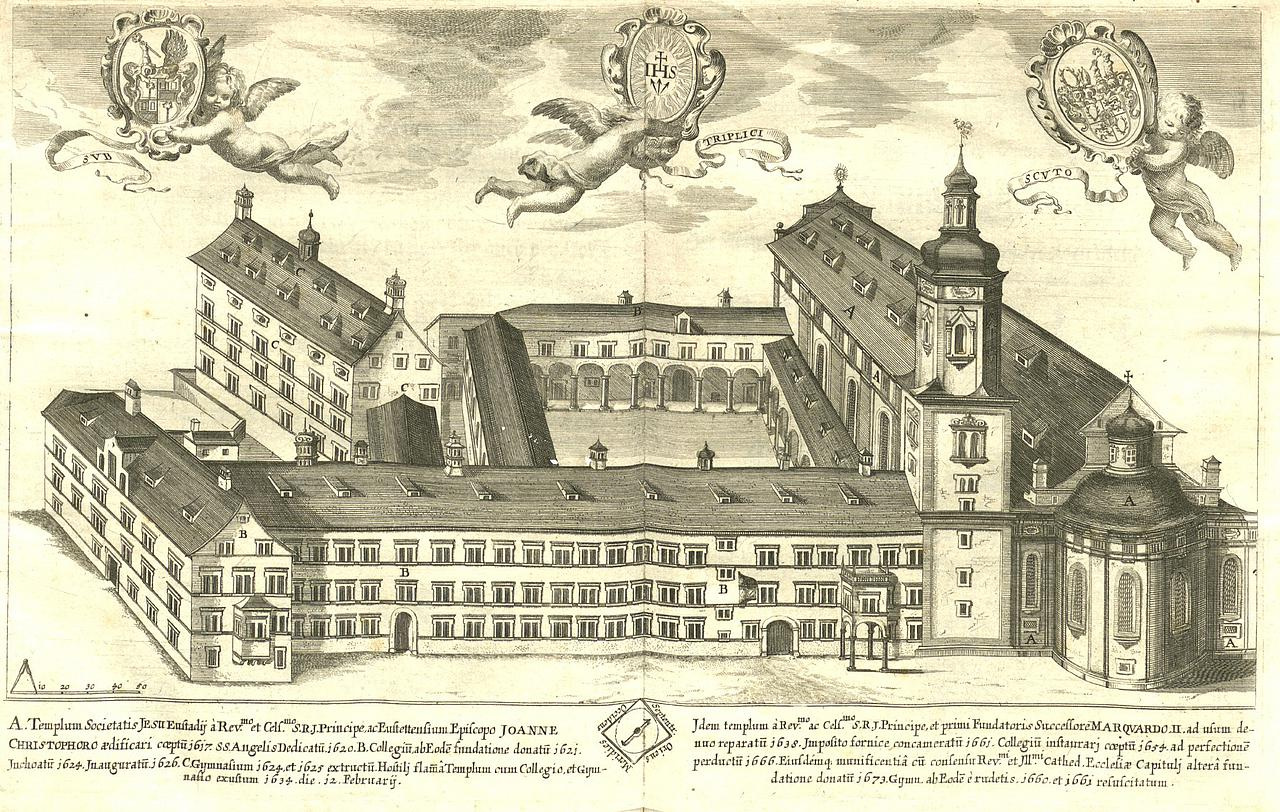
Le collège en 1674.

C'est le 16 novembre 1564 que le prince-évêque d'Eichstätt, Martin von Schaumberg, fonde le Collegium Willibaldinum, première institution de formation cléricale au nord des Alpes et deuxième séminaire au monde. Le concile de Trente avait conclu ses délibérations en 1563 et son décret sur la formation académique et spirituelle du clergé fut immédiatement mis en œuvre à Eichstatt.  Le prince-évêque d'Eichstätt voulut former des prêtres moralement intègres et académiquement compétents et ainsi contrer l'avancée des idées protestantes. Martin von Schaumberg en nomme Rudolf Clenck († 1578) à la tête. 
Les Jésuites d'Ingolstadt sont appelés en 1614 pour en assurer la direction. Vingt ans plus tard, les bâtiments, y compris l'église des Saints-Anges-Gardiens, sont brûlés par les assaillants suédois. La reconstruction du collège est achevée en 1665. En 1773, la Compagnie de Jésus est dissoute. Le Collegium Willibaldinum change de direction mais, à cause de la sécularisation provoquée par le recès de la Diète d'Empire de 1803, le contraint à fermer ses portes en 1806.
En 1838, les lieux accueillent à nouveau un petit séminaire pour jeunes garçons puis en 1843 un lycée (Lyzeum). Ce lycée est transformé en faculté de philosophie et de théologie en 1924. 
Le quatrième centenaire du 'Collegium Willibaldinum' en 1964, fut l'occasion d'une célébration avec grand concours de foule et accompagnée des autorités ecclésiastiques et civiles de toute la Bavière.

## Aujourd'hui
Un nouvel alumnat est construit dans les années 1980 selon les plans de l'architecte diocésain Karl-Josef Schattner. Une chapelle moderne, placée sous le vocable de la Sainte-Croix, est arrangée dans les locaux résidentiels.
Le séminaire est placé sous la direction de l'évêque ordinaire qui y nomme un recteur (ou 'régent' en allemand) et un sous-recteur, ainsi qu'un directeur spirituel. Le séminaire accueille aussi les étudiants venus du diocèse de Spire de un à dix semestres. Les Jésuites en assuraient traditionnellement la direction spirituelle, mais en 2002 pour la première fois un prêtre diocésain (Lorenz Gadient) est nommé à ce poste, suivi en 2009 de l'abbé Pius Schmidt.

## Source de la traduction
- (de) Cet article est partiellement ou en totalité issu de l’article de Wikipédia en allemand intitulé « Collegium Willibaldinum » (voir la liste des auteurs).